# Estrella Damm
Estrella Damm es una cerveza lager estilo pilsener elaborada con malta de cebada, arroz y lúpulo, siguiendo la receta original desde su fundación, en 1876. Cuenta con un grado de alcohol de 5,4% y se recomienda consumirla entre 5º y 7 °C. 
Esta cerveza,  elaborada 100% con ingredientes naturales, en marzo de 2015 fue distinguida como “la mejor cerveza española del año” al obtener el “Spain Brewery Awards”, otorgado por el jurado de la New York International Beer Competition.
Aunque el mercado principal de Estrella Damm es el arco mediterráneo español (Cataluña, Comunidad Valenciana y Baleares), se distribuye en más de 70 países de todo el mundo, siendo Estados Unidos y el Reino Unido los dos principales.
Estrella Damm es la principal marca de Damm, compañía de bebidas y alimentación fundada en Barcelona en 1876 por el alsaciano August Kuentzmann Damm.

## Elaboración
Se elabora a partir de la receta original de 1876, resultado de la combinación de malta de cebada, arroz y lúpulo, con la utilización de ingredientes 100% naturales. Además, estos ingredientes son recolectados y tratados por agricultores y cooperativas locales, a fin de preservar su máxima calidad.
La cebada es seleccionada y sometida a un proceso de germinación y tostado conocido como “malteado”. A diferencia de muchas cerveceras, Damm tiene su propia maltería, ubicada en Bell-Lloc, Lérida, a fin de tener un mayor control del proceso.
La levadura es otro de los ingredientes importantes en la elaboración de la cerveza. Estrella Damm hace décadas que usa la misma cepa. Si ésta se perdiera o se dañara, el sabor de la cerveza cambiaría, y es por ese motivo que la marca tiene tres reservas de esta levadura guardadas bajo la máxima seguridad: en Barcelona, Valencia y Londres.
Para aromatizar y proporcionar a la bebida ese amargor característico, se le añade lúpulo, una planta trepadora que, una vez hervida, se encarga de darle a la cerveza su amargor característico, y también sus aromas. 

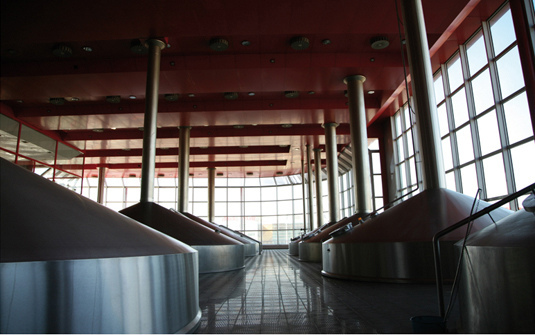
Fabrica de Estrella Damm

Posteriormente, Estrella Damm mantiene la cerveza durante tres semanas en los tanques de almacenaje para que fermente y madure hasta alcanzar el punto de sabor deseado; un período superior al de la mayoría cerveceras, que suelen destinar dos semanas al proceso, a fin de abaratarlo. 
La última fase del proceso ya es el envasado. Para ello utiliza tecnologías que eviten la oxidación 
y la contaminación microbiológica.
El proceso de elaboración de Estrella Damm dura aproximadamente cuatro semanas.

## Historia

August Kuentzmann Damm, fundador de la empresa Damm.

Estrella Damm fue fundada en Barcelona, 1876, por dos alsacianos que recalaron en la ciudad condal huyendo de la guerra franco-prusiana: August Kuentzmann Damm y su esposa Melanie. 
Fundaron la Sociedad Anónima Damm y abrieron una cervecería donde fabricaron su propia cerveza: una lager más ligera que las centroeuropeas, adaptada al clima y gustos del Mediterráneo, dándola a conocer como “la cerveza lager mediterránea”. La comercializaron como “Strasburger Bier”, aunque el símbolo, una estrella roja de cinco puntas, sería lo que la popularizó, hasta el punto que la gente se refería a ella como “la de la estrella” o “la estrella”.
En 1905, tras el crecimiento de la producción, inauguraron la fábrica de la calle del Rosellón, en pleno Ensanche de Barcelona. La fábrica sería conocida como «La Bohemia» como tributo a esa zona cervecera de Centroeuropa.

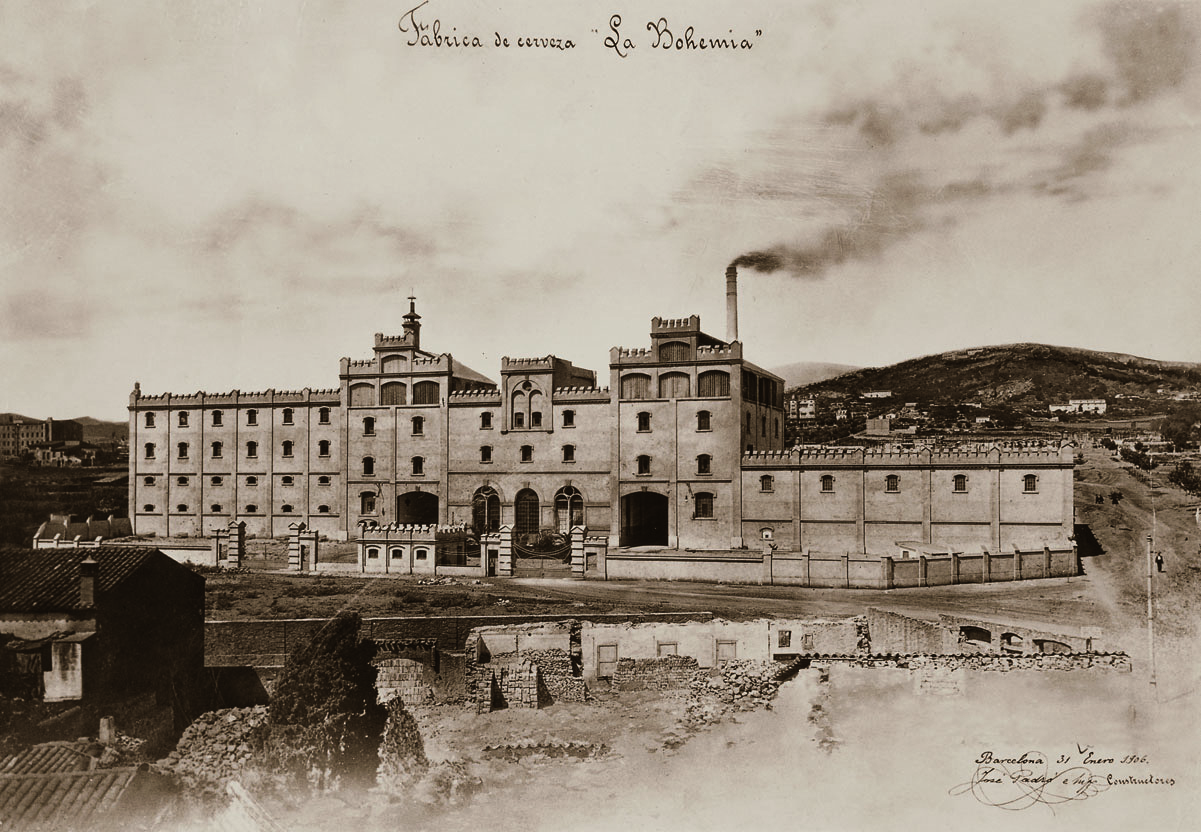
Fábrica de Damm en Barcelona, en 1906.

En 1907, la cerveza recibió ya el reconocimiento internacional en las ferias de Roma, Londres, Amberes, París y Génova.
En 1921 se produjo el primer cambio de nombre. La estrella pasa de ser el símbolo al nombre de la cerveza, que pasó a denominarse “Estrella Dorada”.

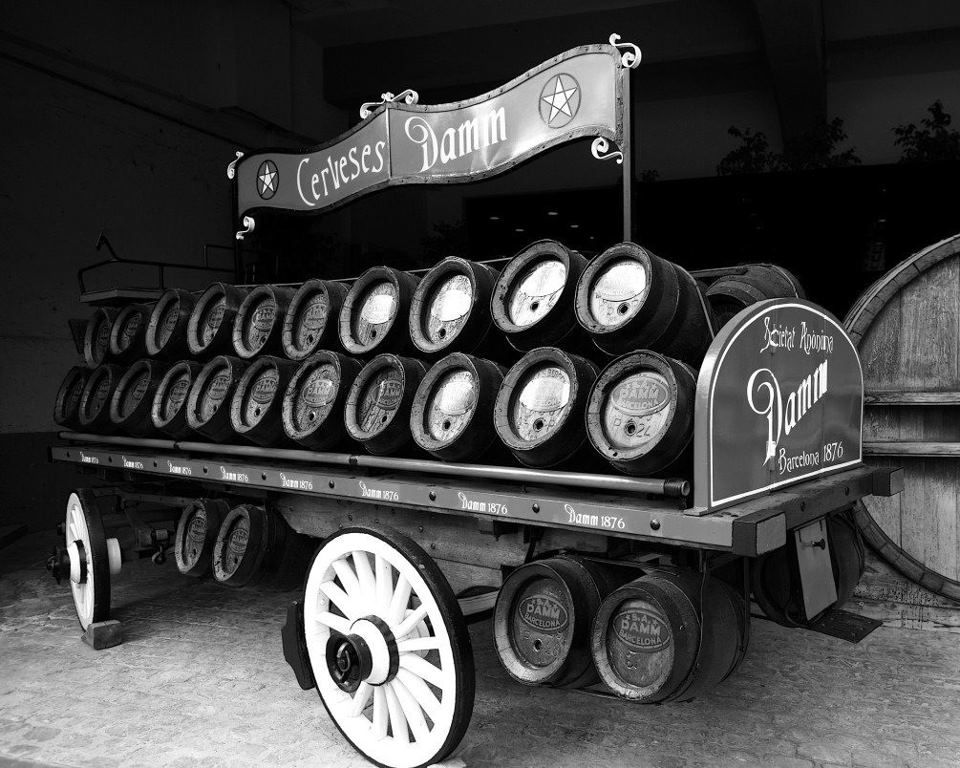
Carro de reparto de cerveza Estrella Damm

En 1929, “Estrella Dorada” participó en la Exposición Universal de Barcelona. En aquella época, toda la distribución se hacía con carros tirados de caballos.
En 1939, ante el triunfo franquista en la Guerra Civil, desapareció la estrella roja de los envases, pasando a ser de color dorado. La propia cerveza pasó a denominarse “Estrella Dorada”.
En 1991 la cerveza dejó de denominarse “Estrella Dorada” para ser “Estrella Damm”. A nivel de imagen corporativa, aunque mantuvo el dorado para la estrella de cinco puntas, recuperó el rojo de la estrella original para convertirlo en el color corporativo de la marca.
Desde entonces, la marca no ha dejado de crecer y expandirse por todo el mundo, aunque siempre posicionada como “la cerveza del Mediterráneo”, a través de sus campañas de publicidad y el patrocinio de todo tipo de acontecimientos, especialmente culturales y deportivos.

## Publicidad
Estrella Damm trabaja para distinguirse como “la cerveza mediterránea”, destacando el pedigrí de su tradición histórica y su elaboración con 100% ingredientes naturales. Para ello, ha protagonizado importantes campañas de publicidad desde hace décadas, siempre centradas en estos mensajes.
En 1970 hizo la primera campaña de televisión con un spot que se emitió en la primera cadena de Televisión Española. Su presencia en los medios, especialmente en prensa y televisión, fue prodigándose más a medida que crecía su distribución no sólo en toda la península ibérica si no en el extranjero.
En el 2009 Estrella Damm dio un cambio a su estrategia publicitaria. Concentró la mayor parte de su inversión publicitaria en la campaña de verano, para la que no ideó un spot tradicional, sino una estrategia global de marketing de contenidos, utilizando todos los medios, incluidas las redes sociales. Para ello, en vez de producir el clásico spot televisivo de 20 segundos, ideó un spot en formato videoclip, que tenía la duración de la canción escogida. La idea era convertir a la canción del spot, una pieza que transmitiera los valores mediterráneos (amistad, alegría, diversión, el amor y la naturalidad) en la canción del verano. Este formato de anuncio-videoclip se ha mantenido hasta 2014.
El espot del 2011 fue dirigido por Isabel Coixet, y rodado en el restaurante El Bulli, entonces considerado el mejor del mundo, y protagonizado por Ferran Adrià.
En 2015, dio un giro inesperado en su spot convirtiéndolo en un cortometraje, titulado "Vale", rodado en Ibiza, de 10 minutos de duración, dirigido por el oscarizado Alejandro Amenábar y protagonizado por Dakota Johnson, Natalia Tena y Quim Gutiérrez. En los cinco primeros días la versión en castellano ya había superado el millón de visualizaciones en Youtube, convirtiéndose en un fenómeno viral en las redes sociales.
En 2016, aparecen secuencias rodadas en la isla de Mallorca por los actores Laia Costa, Jean Reno y John le Carré. La dirección del cortometraje "Las pequeñas cosas" viene de la mano de Alberto Rodríguez (La isla mínima, 2014).
En 2017, el cortometraje "La Vida Nuestra" fue rodado entre Sitges, Ámsterdam y Lloret de Mar, dirigido por Raúl Arévalo y protagonizado por Peter Dinklage, Álvaro Cervantes, Ingrid García-Jonsson y Marcel Borràs.
En 2018, para conmemorar el 10º spot de la campaña de verano, el cortometraje "Álex y Julia" fue rodado de nuevo en Formentera y volvió a contar con la colaboración del grupo musical Billie the vision and the dancers. Dirigido por Dani de la Torre, estuvo protagonizado por los actores catalanes Oriol Pla y Michelle Jenner.
El anuncio de 2019 se tituló “Acto I. Alma”, una joven - interpretada por la actriz Claire Friesen - representa el alma del mar Mediterráneo, que baila en un fondo marino donde aparecen varios plásticos, de los que emana un humo negro tóxico que la devuelve inerte al fondo del mar. Estrella Damm rompe así con sus anuncios positivos para centrase en el compromiso con el medio ambiente. Esta campaña tuvo varias partes en la que se centró en el arte y la denuncia de la contaminación del mar. La segunda parte de la campaña se estrenó con un spot bajo el título de ‘Acto II. Amantes’, donde los protagonistas, activistas, protagonizan historias reales de limpieza y conservación para salvar el mar Mediterráneo. En el spot aparece representantes de la Asociación Tursiops, de Ghost Fishing,  de la Fundación Save The Med,  de la Asociación Vellmarí y de Wildlife Sense.
En 2020, el año del coronavirus, el anuncio de su campaña "Mediterraneamente" continuó con el mensaje de responsabilidad del cuidado del planeta, añadiendo una tercera parte a su serie de Actos, con el Acto III: Compromiso. En ella un grupo de jóvenes bailan denunciando la desertización, los incendios y la contaminación. en un momento en el que el mundo entero realizaba un reflexión sobre su futuro impulsado por la pandemia. Este concepto de publicidad, especialmente en la pandemia, le valió el II Premio de la Comunicación.
En 2021, Estrella Damm recupera su esencia de historias de verano, con un anuncio titulado Amor a primera vista, con todos su diálogos en verso y que protagonizado por los actores Mario Casas, Mireia Oriol y Joan Amargós, manteniendo la preocupación por el medio ambiente.

### Spots "Mediterráneamente"
| Año  | Título                        | Lugar de rodaje                  | Canción |
| ---- | ----------------------------- | -------------------------------- | --- |
| 2009 | "Formentera"                  | Formentera                       | Summercat, de Billie the vision and the dancers                                                                                      |
| 2010 | "San Juan"                    | Menorca                          | Applejack, de The Triangles |
| 2011 | "el Bulli"                    | Costa Brava                      | I wish that I could see you son, de Herman Düne                                                                                      |
| 2012 | "Serra de Tramuntana"         | Sierra de Tramontana, Mallorca   | You can’t say no forever, de Lacrosse                                                                                                |
| 2013 | "Love of Lesbian"             | Costa Brava                      | Fantastic shine, de Love of Lesbian                                                                                                  |
| 2014 | "Entrena el alma"             | Cala Pola (Costa Brava)          | If you wanna, de The Vaccines |
| 2015 | "Vale"                        | Ibiza                            | Our place, de Maïa Vidal |
| 2016 | "Las pequeñas cosas"          | Mallorca                         | Those little things, de Ramon Mirabet                                                                                                |
| 2017 | "La Vida Nuestra"             | Sitges, Lloret de Mar, Ámsterdam | (Don't fight it) Feel it, de AronChupa                                                                                               |
| 2018 | "Álex y Julia"                | Formentera                       | The Place to Stay, de Toni M. Mir, interpretada por Oriol Pla y Michelle Jenner                                                      |
| 2019 | Acto I: Alma Acto II: Amantes |                                  | Alma interpretada por María Rodés Otra forma de vivir, compuesta por Joan Dausà y con la colaboración de María Rodés y Santi Balmes. |
| 2020 | Acto III: Compromiso          |                                  | Debe haber otra forma de vivir, letra y banda sonora de Joan Dausa y voz de Magalí Saré                                              |
| 2021 | "Amor a primera vista"        | Menorca                          | A ver qué pasa, de Rigoberta Bandini                                                                                                 |

## Patrocinios

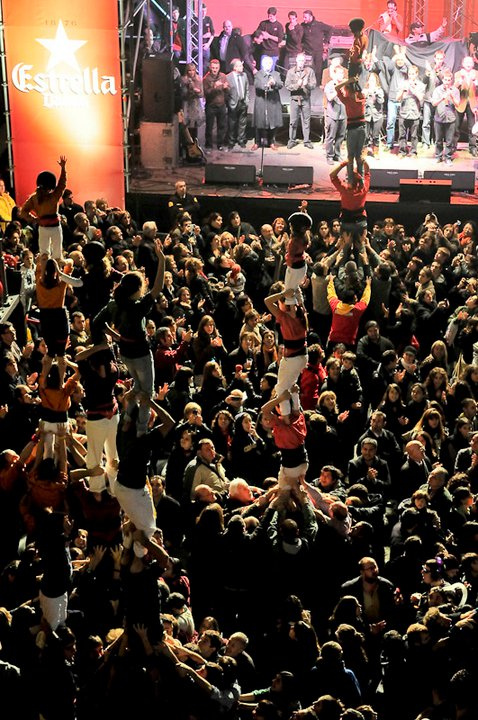
Fiesta Castellera, patrocinada por Estrella Damm

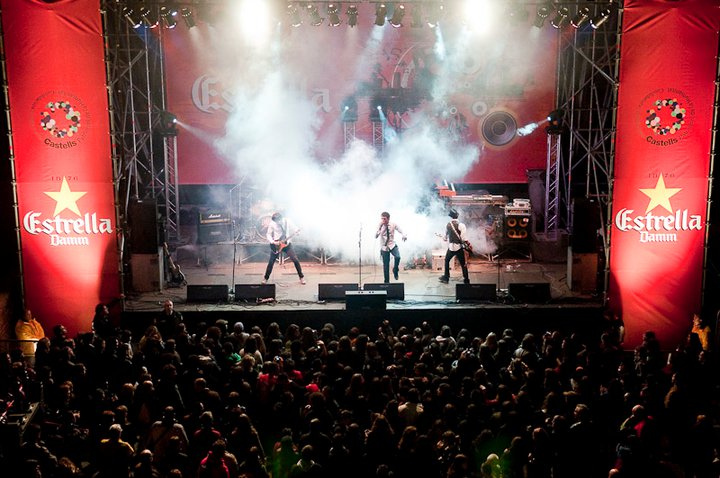
Concierto frente a la antigua fábrica

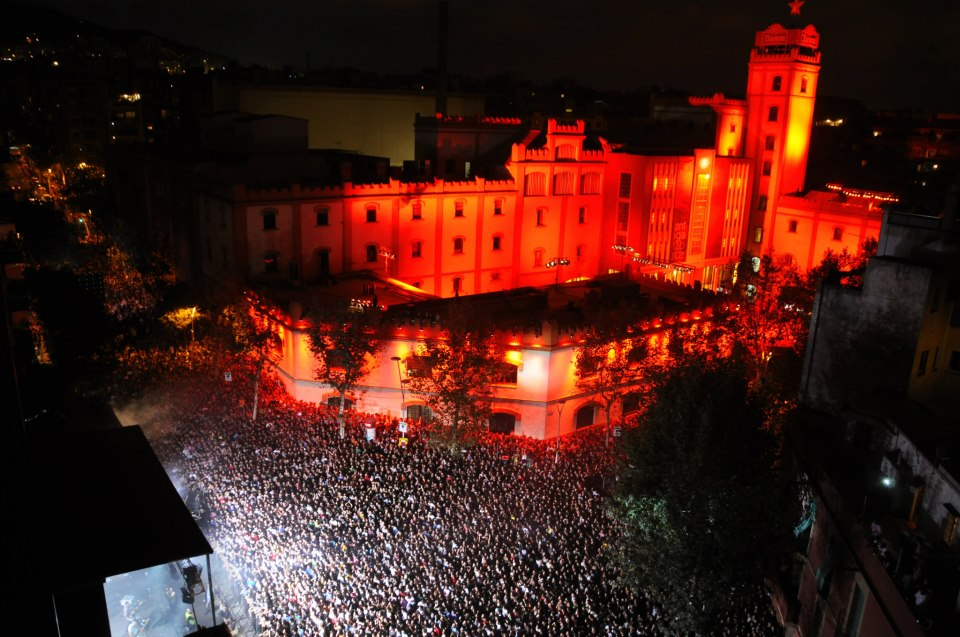
Concierto frente a la antigua fábrica

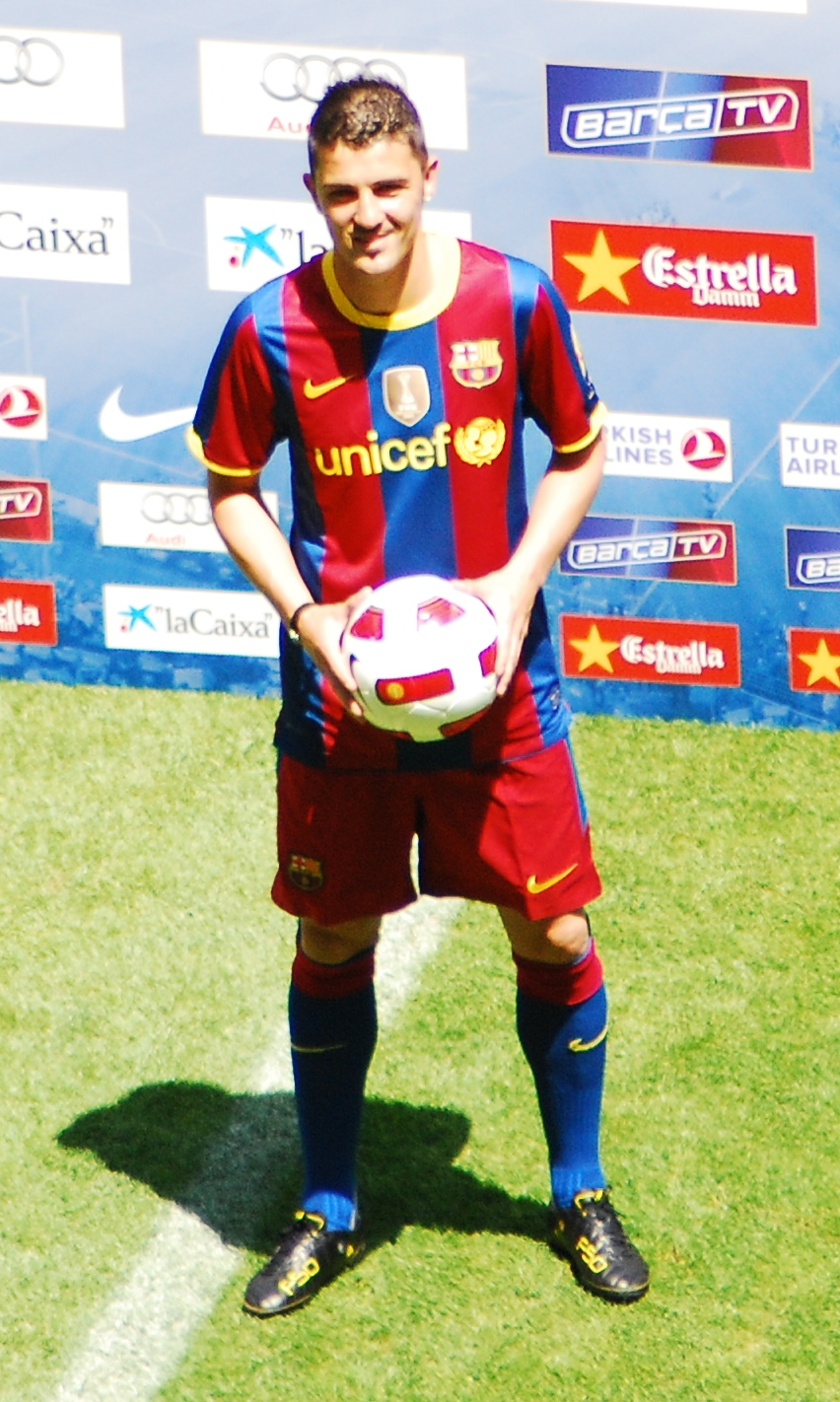
El asturiano Villa, jugador del F.C. Barcelona con la publicidad detrás

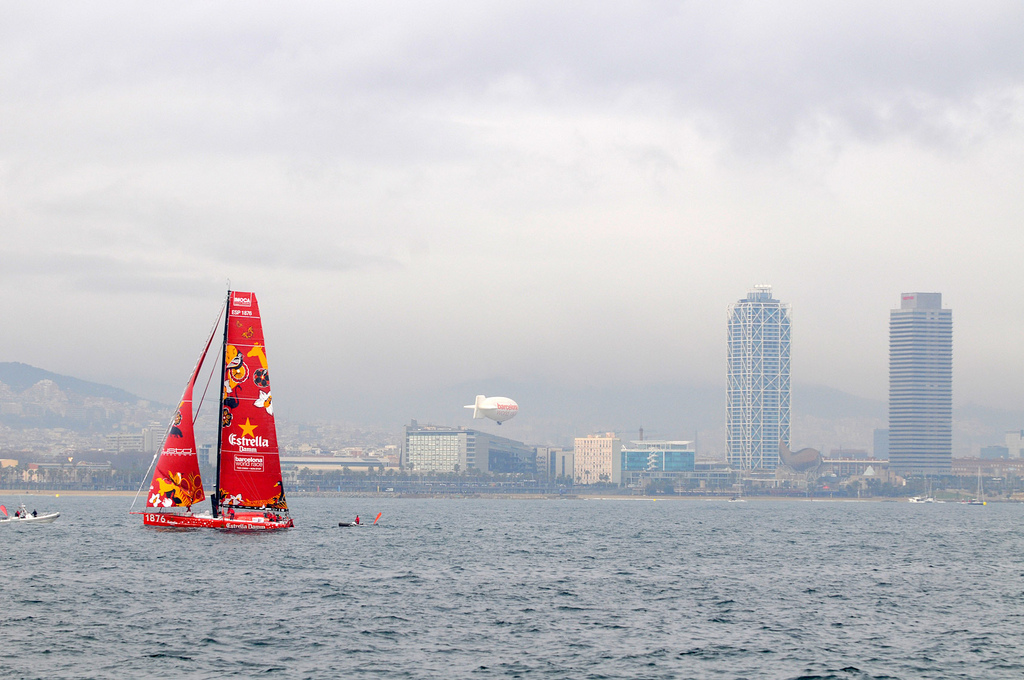
El Estrella Sailing Team, compitiendo en la Barcelona World Race.

Estrella Damm se ha caracterizado desde hace años por el patrocinio de actividades culturales, gastronómicas y deportivas, especialmente en la zona del arco mediterráneo.
Fue patrocinador de la sección de baloncesto del Picadero JC, desde la temporada 1964-65 hasta la temporada 1971-72 cuando militaba en primera división y consiguió varios subcampeonatos de España. También patrocinó a la sección de ciclismo del mismo club durante el año 1965.
En 1982 fue uno de los patrocinadores oficiales del Campeonato del Mundo de fútbol celebrado en España, y en 1992 uno de los patrocinadores de los Juegos Olímpicos de Barcelona 1992.
Desde 1997 es el patrocinador principal de todo tipo de concursos y actividades de Castellers, una tradición cultural muy arraigada en Cataluña. 
En el año 2004 Estrella Damm fue patrocinador oficial del Fórum Universal de las Culturas celebrado en Barcelona.
En 2008, 
Estrella Damm fue uno de los patrocinadores de la película de Woody Allen “Vicky Cristina Barcelona”, protagonizada en Barcelona por Scarlett Johanson, Penélope Cruz y Javier Bardem, y en la que marca de cerveza aparecía en diversas escenas.
Del ámbito cultural destaca especialmente la apuesta que Estrella Damm viene desarrollando en el terreno musical. En el año 2005 inició una apuesta por los grandes festivales de música, asumiendo el patrocinio principal del Primavera Sound, el festival que se celebra en Barcelona. Actualmente destaca su papel como patrocinador del festival Sonar de música electrónica y experimental de Barcelona y del Festival Cruïlla. Asimismo, Estrella Damm patrocina diferentes eventos y conciertos durante las Fiestas de la Mercè que se celebran el 24 de septiembre en Barcelona. La sede de la antigua fábrica Damm en la calle Rosselló se ha convertido, incluso, en uno de los escenarios habituales donde se programan conciertos durante las fiestas.
En el mundo del fútbol, Estrella Damm es, desde 2001, patrocinador oficial del Futbol Club Barcelona, club en el que ha centrado también varias de sus campañas de publicidad más importantes. Además, Estrella tiene también convenios de patrocinio con clubes de primer nivel como el R. C. D. Espanyol,  el Valencia C. F., el R. C. D. Mallorca o la U. D. Almería.
Estrella Damm tiene también una fuerte presencia en el mundo de la vela, actividad muy arraigada en el mediterráneo. Ya en 1998, una embarcación propia se alzó con el título de la Copa del Rey de Vela. En este deporte destaca el Patrocinio de la Copa América de Vela, celebrada en Valencia en 2007. Desde ese año, además, es patrocinador principal de la Barcelona World Race, en la que además compite con el equipo Estrella Damm Sailing Team.
Otro ámbito en el que destaca la presencia de Estrella es el de la raqueta. Entre otros eventos, destaca como patrocinador desde 2008 del Master Series de tenis de Madrid, o el World Padel Tour.
De cara a próximos acontecimientos, ha confirmado ya su condición de primer patrocinador de los Juegos del Mediterráneo que tendrán lugar en Tarragona el año 2017.
Además, es uno de los patrocinadores principales del resort vacacional PortAventura World.

## Premios y reconocimientos

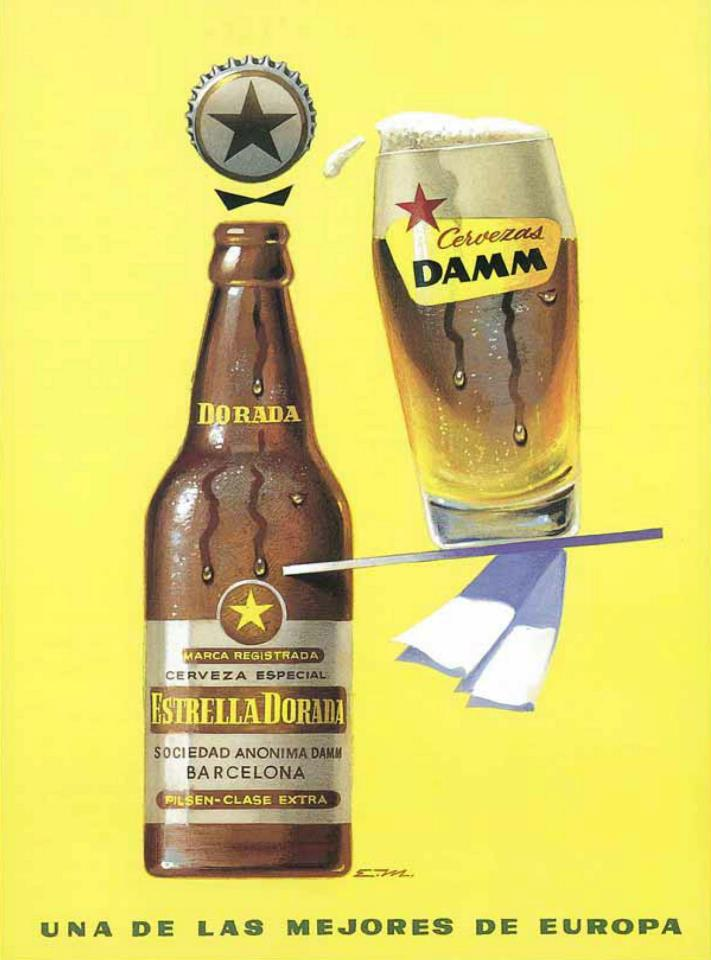

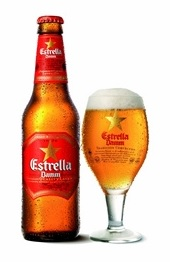

Estrella Damm ha recibido numerosas distinciones y premios a lo largo de su historia, y en los más prestigiosos certámenes y campeonatos internacionales de cerveza. Estas son las distinciones más relevantes:
- 1904, Viena: Internationale Ausstellung der Gesellschaft Von Blauen Kreuze.
- 1905, Feria de Londres: Medalla de la Colonial and Indian Exhibition, en el The Crystal Palace.
- 1906, Munich: Exposición Internacional de cervezas y aparatos para servirla. Diploma de honor y medalla de oro.
- 1964, París. Primer premio.
- 1965, Londres. Primer premio.
- 1998, Australia, The World Beer Championship. Medalla de oro.
- 2004, Chicago, The World Beer Championship. Medalla de oro.
- 2010, Australia, Australian International Beer Awards. Medalla de Bronce.
- 2011, Bélgica, Pale Lager, Superior Taste Award. Tres Estrellas, 92 puntos.
- 2011, Chicago, Pale Lager, World Beer Championships. Medalla de Plata, 88 puntos.
- 2011, Bruselas, Superior Taste Award[15] (3 Estrellas) por el International Taste and Quality Institute.
- 2012, Bruselas, Superior Taste Award, por el International Taste and Quality Institute. 3 Estrellas, 90.8 puntos.
- 2012, Chicago, Pale Lager, World Beer Championships. Medalla de Oro, 90 puntos.
- 2013, Bélgica, Superior Taste Award. Tres Estrellas, 90.7 puntos.
- 2013, Bélgica, Superior Taste Award. Premio Cristal
- 2014, Reino Unido, Great Taste Award. Una Estrella.
- 2014, Bélgica, Pils, Superior Taste Award. Dos Estrellas, 83 puntos.
- 2014, Chicago, World Beer Championships. Medalla de Plata.
- 2015, Bélgica, Pils, Superior Taste Award. Dos Estrellas, 87.3 puntos.
- 2015, Nueva York, New York International Beer Competition, Spain Brewery Awards.

## Otros productos Damm

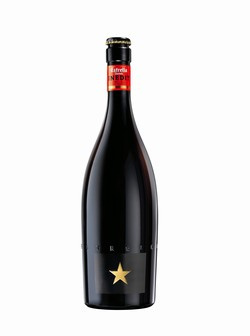
Botella de Inedit

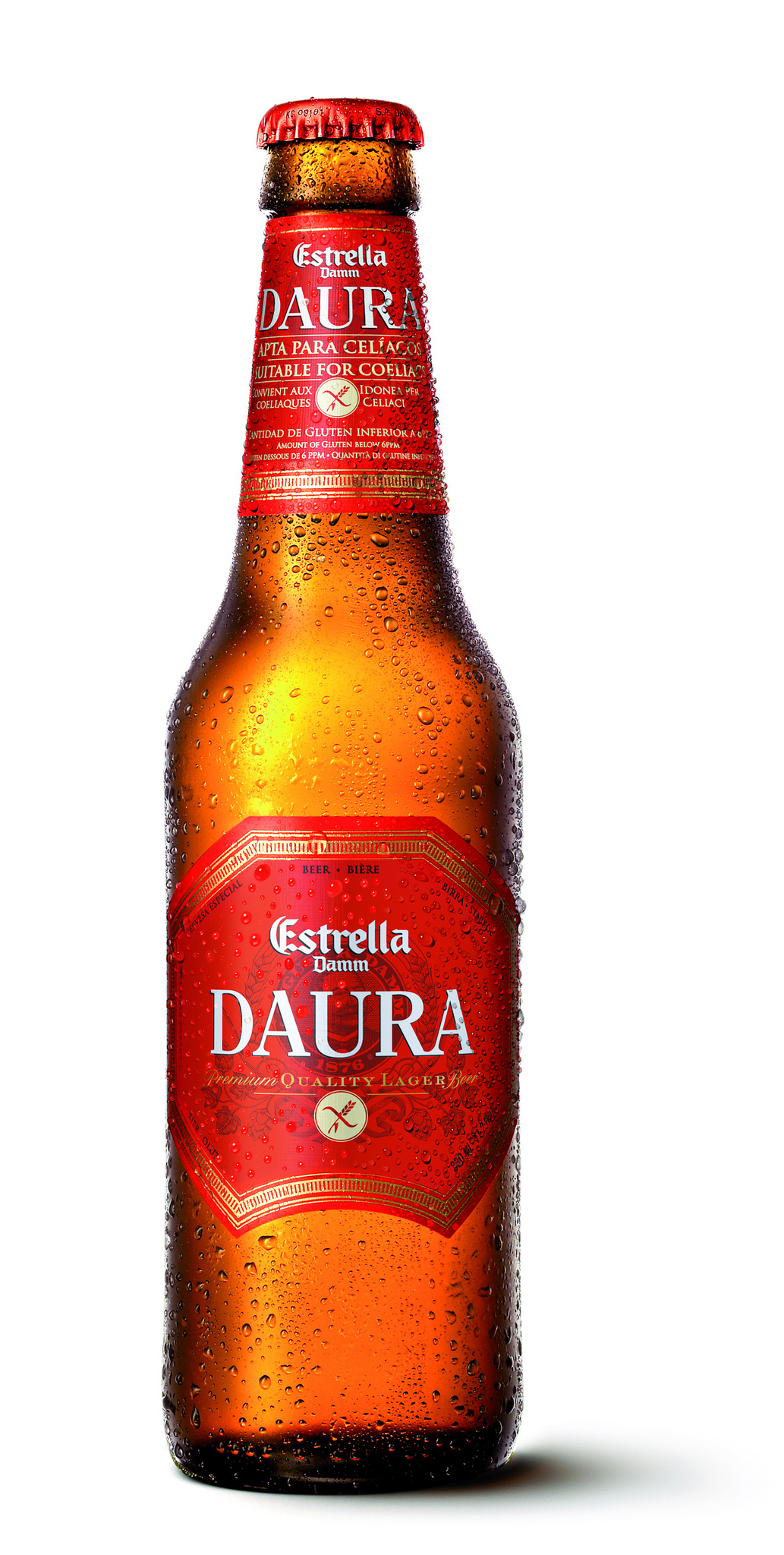
Botella de Daura

- Inedit: Creada por el equipo de El Bulli.
- Daura: Cerveza de bajo nivel de gluten, apta para celíacos.
- Voll-Damm Doble Malta: Cerveza Märzenbier - 7,2º - Cerveza Doble Malta
- Free Damm: Cerveza sin alcohol - 0,0º
- Free Damm Limon: Cerveza con limón sin alcohol - 0,0º
- Xibeca: Cerveza pilsen - 4,6º
- Damm Lemon: Cerveza con limón - 3,2º
- Bock Damm: Cerveza negra - 5,4º - Cerveza negra al estilo Múnich de gusto tostado, suave y ligeramente dulce.
- Ak Damm: Cerveza rubia - 4,8º - Cerveza de pura malta. Elaborada siguiendo el método original de August Kuentzmann Damm.
- Saaz: Cerveza suave de lúpulo aromático - 3,5º
- Weiss Damm: Cerveza de trigo - 4,8º